# Malemort-du-Comtat
Malemort-du-Comtat é uma comuna francesa na região administrativa da Provença-Alpes-Costa Azul, no departamento de Vaucluse. Estende-se por uma área de 11,92 km². Em 2010 a comuna tinha 1 850 habitantes (densidade: 155,2 hab./km²).